# Betty Johnson
Pour les articles homonymes, voir Johnson.
Elizabeth (Betty) Ann Johnson (18 octobre 1936 - 11 septembre 2003) est une physicienne théoricienne américaine. Elle reçoit l'ordre de l'Empire britannique en 2002 pour « services aux femmes reprenant une carrière dans les sciences, l'ingénierie et la technologie ».

## Carrière et recherche
Elizabeth Johnson naît le 18 octobre 1936 à Philadelphie.
Elle obtient un Bachelor en physique et mathématiques au Swarthmore College (Pennsylvanie) en 1958. Puis, elle se rend au Royaume-Uni et passe un doctorat en physique des particules élémentaires à l'université de Manchester avec le soutien du programme de bourses d'études Fulbright du département d'État entre 1958 et 1960 et une bourse honoraire Woodrow Wilson.
Elle poursuit ses recherches à l'université de Pittsburgh, à l'université du Wisconsin-Madison, au King's College de Londres et à l'université d'Auckland.
Johnson occupe plusieurs postes à temps partiel à l'université de Surrey tout en élevant deux enfants, David et Joseph, ce dernier meurt dans un accident. En 1975, elle est élue membre de l'Institut de physique.
Ses sujets de recherche passent de la théorie des particules élémentaires à la dynamique des gaz et aux effets dépendants du spin dans les semi-conducteurs. Elle se concentre sur la compréhension de la physique fondamentale et son utilisation pour prédire les propriétés de matériaux réels.

## Femmes en sciences et en ingénierie
Pendant son séjour à l'Université de Surrey, Johnson est collègue et amie de Daphne Jackson, la première femme au Royaume-Uni à être devenue professeure de physique. Elle est une des premières bénéficiaire des bourses octroyées par celle-ci pour promouvoir le retour des femmes au travail après une pause pour raison familiale.
En 1986, Johnson rejoint le Groupe de théorie de la matière condensée à l'Imperial College de Londres, pour travailler sur la théorie du dopage delta dans les semi-conducteurs.
Johnson joue un rôle crucial dans la création du Daphne Jackson Trust après la mort de Jackson en 1992. Elle a également joué un rôle déterminant dans la création de Portia, un site Web qui offre aux femmes une passerelle vers les sciences, l'ingénierie et la technologie, et dans la création de la liste de diffusion Daphnet pour les femmes dans ces domaines.
Elle est administratrice et siège au conseil de la Société des femmes ingénieurs en 2002. La même année, elle est récompensée par l'ordre de l'Empire britannique pour son engagement envers les femmes dans les sciences. En 2003, elle reçoit un doctorat honorifique de l'université de Bath.
Elle décède le 11 septembre 2003, à Guildford, des suites d'un cancer.